# 캠

그림 1. 캠 팔로워의 왕복 선형 운동을 생성하는 연속적인 회전 캠을 보여주는 애니메이션

캠(cam)은 기계공학에서 동력 전달 장치의 하나로 회전 운동을 직선 운동으로 또는 그 반대로 바꾸는 기계이다. 원동축의 정속(定速) 회전에 대응하여 종동 링크를 복잡한 경과를 더듬게 왕복직선 운동과 왕복 각운동을 부여하는 데는, 운동의 성질에 응해서 각종 기구가 쓰인다. 그중에서도 임의의 경과를 더듬는 운동을 가장 재빠르게 행하게 하는 데에는 캠장치를 능가하는 것은 없다. 평면 캠과 확동 캠, 입체 캠으로 분류할 수 있다.

## 개요
캠은 회전운동에서 왕복운동으로 변화시키는 철덩어리로 볼 수 있다. 널리 알려진 예는 자동차의 캠축으로, 엔진의 회전 운동을 실린더의 흡배기 밸브 작동에 필요한 왕복운동으로 변환한다.
순/역방향 운동이나 원형운동을 왕복운동으로 변화시키는 것은 크랭크라는 철덩어리에 의해서 움직일 수 있다. 휠의 동작에 필요한 회전운동을 전환시키고, 피스톤의 왕복운동을 취하는 자동차의 크랭크축은 그 예이다.
캠은 또한 저장된 정보와 도구전송 정보를 볼 수 있게 한다. 스크류 머신의 다양한 도구와 척의 움직임, 또는 뮤직 박스의 노트를 지시하는 'CAM-DRUM'은 그 예이다. 캠에 의해 전송되고 저장된 정보는 ‘어떤 행동이 일어나고, 언제쯤 일어날까?’ 라는 질문의 답이 될 수 있다. (이 주제를 설명하기에는, 비록 뮤직 박스 캠이 더 나은 예 일지라도, 자동차 캠 샤프트에도 본질적으로 이 물음을 답할 수 있다.)
어떤 캠은 축에 대해 회전하는 캠으로 만들어진 롤러 follower의 변화가 반영되는 변위 다이어그램에 의해서 특별할 수 있다. 이 다이어그램은 반경변위의 그 위치에서 각도 위치와 관련된다. 몇 가지 주요 용어는 플레이트 캠의 구조와 연관성이 있다.
변위 다이어그램은 전통적으로 음수가 아닌 값을 그래프로 표시된다.

## 캠장치
캠장치는 인도할 운동에 상응한 윤곽을 지닌 회전체(캠)을 일정한 속도로 돌리고, 둥글거나 또는 평면의 단면을 가진 종동절(從動節)을 그것에 대해 밀어붙임으로써, 필요로 하는 운동을 하게끔 한 것이다. 하트캠은 판(板)캠의 일종으로, 종동절의 끄트머리가 나이프에지로 되어 있으며, 그것이 캠의 회전 중심을 통과하는 직선상으로 왕복운동 하도록 되어 있다. 이는 가장 기초적인 캠장치이다. 캠은 각종 자동 기계류에 많이 쓰이고 있는데, 엔진 등의 연료판(瓣)이나 흡배기 밸브의 작동을 제어하는 데에도 쓰이고 있다.

## 배력장치
배력장치(倍力裝置)는 원동절(原動節)의 변위에 비교해서, 어떤 종동절의 변위가 매우 작을 경우는, 그 종동절에 현저하게 큰 힘을 내게 할 수 있다.

## 직선운동 기구
엄밀히 직선을 그리는 링크장치는, 포슬리에 기구(機構) 외에 여러 종류가 있지만, 미끄럼기구를 갖고 있지 않는 한 기구가 복잡하게 되므로, 기구를 간단하게 해서 근사적(近似的)인 직선운동으로 만족하는 경우가 적지 않다. 여기에도 여러 종류의 기구가 있는 데 〔그림〕－39는 그 일종으로서, 점 P가 그리는 렘니스케이트곡선(雙葉曲線)의 일부가 직선을 거의 닮고 있다는 것을 이용하여, 선박용 하역크레인으로 짐을 거의 수평으로 이동하도록 한 기구이다.

## 구면링크장치의 응용
구면링크장치에서는, 축선(軸線)이 이루는 중심각이 평면링크장치의 링크의 길이에 상당하며, 중심각이 90°인 것은 평면링크장치의 슬라이더 즉 미끄럼자(子)에 상당한다. 구면링크장치에서도 4절(節)의 것이 기초적인 것이다. 그 가운데서도 실제로 쓰이고 있는 것은 중심각이 90°인 링크 3개를 지니는 구면양(兩)미끄럼자 크랭크 연쇄로부터 고정링크의 교체로서 얻어지는 회전미끄럼자 기구와 요동(搖動)미끄럼자(子)기구 등이 주이다. 예전에 기차의 천장에 설치된 천장선풍기의 목흔들기 기구도 이의 응용이다.

## 역사
초기 캠은 기원전 3 세기부터 헬레니즘 문명의 수력식 자동화기기에 내장되었다. 후에 캠축에 캠을 사용하는 방식이 아랍 발명가 알 자자리에 의해 채용되었다. 유럽기계에는 캠 및 캠축이 14세기부터 나타났다.

## 같이 보기
- 톱니바퀴